# Geotrupes folwarcznyi
Geotrupes folwarcznyi is een keversoort uit de familie mesttorren (Geotrupidae). De wetenschappelijke naam van de soort werd in 2005 gepubliceerd door Cervenka.